# Benkovski (Dobritsj)
Benkovski (Bulgaars: Бенковски) is een dorp in de Bulgaarse gemeente Dobritsjka, oblast Dobritsj. Het dorp ligt hemelsbreed op 28 km afstand van de regionale hoofdstad Dobritsj en 351 km ten noordoosten van de landshoofdstad Sofia.

## Bevolking
Het dorp Benkovski telde in 2019 zo'n 710 inwoners, een daling vergeleken met het maximum van 2.277 inwoners in 1965.
|  |

De Bulgaarse Turken vormen de grootste bevolkingsgroep in Benkovski. In februari 2011 identificeerden 778 personen zichzelf als Bulgaarse Turken, oftewel 95% van alle definieerbare respondenten. Verder werden er kleinere aantallen Bulgaren en Roma geregistreerd.
| Etnische samenstelling van de respondenten (2011) | Etnische samenstelling van de respondenten (2011) | Etnische samenstelling van de respondenten (2011) | Etnische samenstelling van de respondenten (2011) | Etnische samenstelling van de respondenten (2011) |
| ------------------------------------------------- | ------------------------------------------------- | ------------------------------------------------- | ------------------------------------------------- | ------------------------------------------------- |
|                                                   |                                                   |                                                   |                                                   |                                                   |
| Bulgaren                                          | Bulgaren                                          |                                                   | 3,5%                                              | 3,5%                                              |
| Turken                                            | Turken                                            |                                                   | 94,9%                                             | 94,9%                                             |
| Roma                                              | Roma                                              |                                                   | 0,4%                                              | 0,4%                                              |
| Anders/Onbekend                                   | Anders/Onbekend                                   |                                                   | 1,2%                                              | 1,2%                                              |